# Шумейко, Евгений Александрович
Евгений Александрович Шумейко (22 февраля 1966, Воркута) — российский государственный служащий, мэр (глава администрации) городского округа Воркута.

## Биография
Евгений Александрович родился 26 февраля 1966 года в Воркуте.
- 1984—1986 — проходил срочную службу в советской армии.
- 1987—1998 — работал подземным горнорабочим, горномонтажником шахты «Северная» ОАО «Воркутауголь».
- 1998—2007 — заместитель председателя, а позднее, председатель Воркутинской территориальной организации Независимого профсоюза горняков России.
- С 2002 по 2008 год — возглавлял Федерацию футбола города Воркуты. Является членом Федерации футбола Республики Коми.
- В период с 2007 по 2011 годы, уступив мандат депутата Госдумы, работал заместителем председателя Комитета по социальной политике, заместитель Председателя Государственного Совета Республики Коми.
- 2011 год — Член Совета Федерации — представитель в Совете Федерации от Государственного Совета Республики Коми.
- C декабря 2011 года в составе Правительства РК, по совместительству — мэр городского округа Воркута
- Женат, воспитывает двух сыновей и дочь. Занимается спортом и зимней рыбалкой, поклонник ФК Спартак.

- Заслуженный работник Республики Коми. Награждён Почётной грамотой Республики Коми, Почётной грамотой Государственного Совета Республики Коми. Знак «Шахтерская Слава» I, II и III степеней.

Окончил Коми республиканскую академию государственной службы и управления.